# Burg Ribbesbüttel

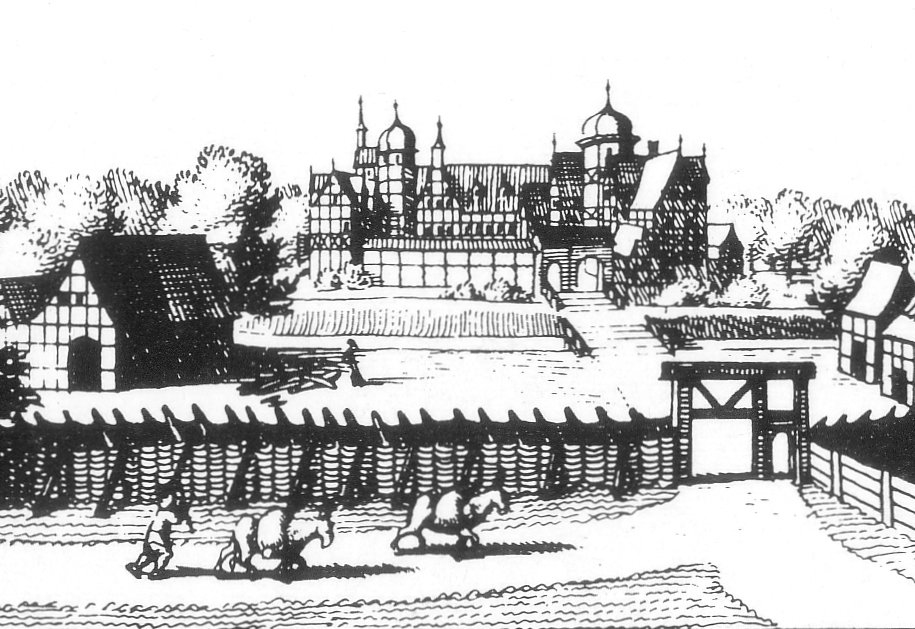
Burg Ribbesbüttel auf einem Merian-Stich um 1650

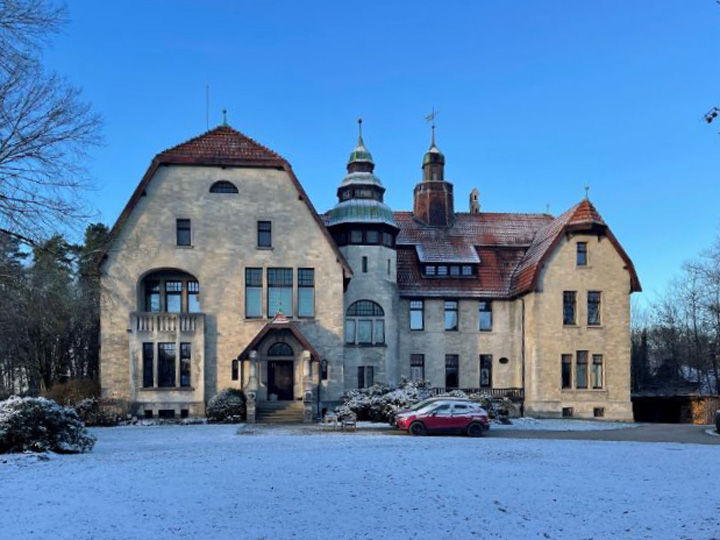
Das Anfang des 20. Jahrhunderts errichtete Herrenhaus

Die Burg Ribbesbüttel war eine Burg in Ribbesbüttel im heutigen Landkreis Gifhorn, von der sich keine Reste erhalten haben.
Die Burg, die später auch als Schloss bezeichnet wurde, wies laut einer Beschreibung von 1584 einen Wassergraben, Wälle, Vorwerke, Ställe und Scheunen auf. Ein Merian-Stich von 1654 bildet sie ab. Danach bestand sie aus zwei Rundtürmen und mehreren Gebäuden, die überwiegend in Fachwerk ausgeführt worden sind. Die Anlage befand sich auf einem erhöhten Plateau. Der Kupferstich zeigt neben sowie vor der Burg und dem Wassergraben einige Wirtschaftsgebäude, die von einem hohen Zaun umgeben sind.
Anstelle der früheren Burg blieb ein Gutskomplex erhalten. Das 1783 im Bereich der Burg errichtete Herrenhaus, ein einstöckiger Fachwerkbau, wurde abgebrochen, nachdem von 1906 bis 1908 nach einem Entwurf des damaligen Gutsbesitzers Bruno Löbbecke auf dem Gelände das heutige schlossähnliche Herrenhaus errichtet worden war, das von drei Seiten von einem breiten Wassergraben umgeben ist. Beim Bau wurden im Boden Reste von einem Pfahlrost aus großen Eichenstämmen gefunden, der anscheinend von der Burg stammte.
Eine urkundliche Erwähnung der Burg Ribbesbüttel findet sich 1584, als Otto Grote zugunsten der Söhne von Otto Asche von Mandelsloh auf seinen Anteil an Burg und Gut Ribbesbüttel verzichtete. Das Rittergut Ribbesbüttel blieb im Besitz der Familie von Mandelsloh, bis es 1887 Hermann von Hodenberg erwarb, der es 1905 an die Familie Löbbecke verkaufte. Seit 1566 ist das Gut Ribbesbüttel in allen bekannten Matrikeln der Ritterschaft des Fürstentums Lüneburg enthalten.